# Knight Moves
Knight Moves (bra: Face a Face com o Inimigo; prt: Jogada para a Morte) é um filme teuto-estadunidense de 1992, do gênero suspense, dirigido por Carl Schenkel.

## Sinopse
O Grande Mestre Peter Sanderson está disputando um importante torneio de xadrez quando sua amante é brutalmente assassinada. Seu corpo é encontrado pela polícia um dia após o desaparecimento, sendo que todo o sangue foi drenado pelo assassino. Ao investigar a cena do crime, os policiais não encontram muitas pistas, a não ser uma marca de sapato no chão e uma mensagem escrita na parede com o sangue da própria vítima. A psicológa da polícia Kathy Sheppard é chamada para analisar o crime, cujas suspeitas recaem sobre o famoso enxadrista. Outros crimes vão se sucedendo, como no planejamento de uma partida de xadrez, com cada lance friamente arquitetado, e as evidências contra Peter vão aumentando cada vez mais.

## Elenco
- Christopher Lambert.... Grande mestre Peter Sanderson
- Diane Lane .... Kathy Sheppard
- Tom Skerritt .... Capitão Frank Sedman
- Daniel Baldwin .... Detetive Andy Wagner
- Ferdy Mayne .... Jeremy Edmonds, assessor de Peter
- Charles Bailey-Gates .... David
- Arthur Brauss .... Grande mestre Viktor Yurilivich
- Blu Mankuma .... Steve Nolan
- Alex Diakun .... Grande mestre Gregory Lutz
- Katharine Isabelle .... Erica Sanderson

## Principais prêmios e indicações
Festival du Film Policier de Cognac 1992 (França)
- Recebeu o prêmio da crítica[carece de fontes?]